# رشاد صادق‌اف (بازیکن فوتبال، زاده ۱۹۸۳ میلادی)
رشاد صادق‌اف (ترکی آذربایجانی: Rəşad Sadiqov؛ زادهٔ ۸ اکتبر ۱۹۸۳) بازیکن فوتبال اهل جمهوری آذربایجان است.
از باشگاه‌هایی که در آن بازی کرده‌است می‌توان به باشگاه فوتبال خزر لنکران، باشگاه فوتبال شماخی، باشگاه فوتبال شفای باکو، باشگاه فوتبال قره‌باغ، باشگاه فوتبال نفتچی باکو، باشگاه فوتبال مویک باکو، باشگاه فوتبال قبله، و باشگاه فوتبال آان‌اس پیوانی باکو اشاره کرد.
وی همچنین در تیم‌های ملی فوتبال زیر ۱۹ سال جمهوری آذربایجان، زیر ۲۱ سال جمهوری آذربایجان، جمهوری آذربایجان، و زیر ۲۳ سال جمهوری آذربایجان بازی کرده‌است.